# マダガスカルヘラオヤモリ
マダガスカルヘラオヤモリ (Uroplatus fimbriatus)は、爬虫綱有鱗目トカゲ亜目ヤモリ科ヘラオヤモリ属に分類されるトカゲ。ヘラオヤモリ属全体がマダガスカル固有種であることから、他のヘラオヤモリ属と区別するために「フリンジヘラオヤモリ」の別名で扱われる事がある。

## 分布
マダガスカル (本島の東側、ノシマンガベ島、ノシボラハ島)固有種。

## 形態
属名の由来である尾が薄く平たいヘラの様な形状、全長22 - 30センチメートルとヘラオヤモリ属でも最大種であることなど大きな特徴となっている。尾と同様に大きくて平たい頭部に対しても不釣り合いなほどに目も大きく、やや外側に飛び出している。また胴体部分は長く、そこから伸びている四肢の先には太くて先端の丸い指がついている。体の皮膚の色はやや灰色を帯びた褐色をしており、皮膚全体に散らばっている褐色または灰色の斑紋は、必要に応じて明るい色や暗い色に変色したりして周囲の環境に擬態する。このようなカモフラージュの為の機能は、皮膚の斑紋の変色以外にも頭部の顎の下部や、胴体や四肢の外側に見られるフリンジ状のヒダにも備わっており、木肌と体の輪郭との境界をぼかして外敵から見つかり難くする事に役立っていると言われている。

## 生態
湿った原生林の樹上に生息し、基本的に夜行性で木の幹を登っているのが散見される。昆虫などの節足動物や小型の爬虫類を捕食する。